# Indonesia en los Juegos Olímpicos de la Juventud 2014
Indonesia en los Juegos Olímpicos de la Juventud de Nankín 2014 participó con 11 atletas.

## Atletas
| Disciplina    | Deportistas |
| Tiro con arco | 2           |
| Halterofilia  | 4           |
| Vóley playa   | 2           |
| Vela          | 2           |
| Total         | 11          |